# 합덕초등학교
합덕초등학교는 대한민국 충청남도 당진시 합덕읍 운산리에 있는 공립 초등학교이다.

## 학교 연혁
| 1921년 | 3월 21일  | 설립인가                                            |
| 1922년 | 4월 1일   | 합덕공립보통학교 개교                               |
| 1938년 | 4월 1일   | 합덕연호공립심상소학교로 개칭                       |
| 1941년 | 4월 1일   | 합덕연호공립국민학교로 개칭                         |
| 1950년 | 4월 1일   | 합덕국민학교로 개칭                                 |
| 1981년 | 6월 1일   | 병설유치원 설립인가                                 |
| 1990년 | 6월 8일   | 야구부 창단                                         |
| 1996년 | 3월 1일   | 합덕초등학교로 개칭                                 |
| 2000년 | 3월 1일   | 흥덕초등학교 본교 통합                              |
| 2004년 | 10월 2일  | 학습도움터(도서실) 개관                             |
| 2008년 | 11월 19일 | 양궁부 창단                                         |
| 2013년 | 9월 27일  | 인조잔디구장 준공식                                 |
| 2016년 | 2월 5일   | 제91회 졸업식 54명 졸업(총 17,665명)                |
| 2016년 | 3월 1일   | 초등학교 17학급(특수 1학급 포함), 유치원 2학급 인가 |
| 2017년 | 2월 9일   | 제92회 졸업식 70명 졸업(총 17,735명)                |
| 2017년 | 3월 1일   | 초등학교 17학급(특수 1학급 포함), 유치원 1학급 인가 |

## 참고 자료
- 합덕초등학교 - 한국교육학술정보원 학교알리미